# Zeneterápia
A zeneterápia lényege a zenével történő tudatállapot-változás. Az ún. zenei indukcióval létrejött tudatállapot-változás magába foglalja a kedélyállapot, a szociális aktivitás változását, a kliens ún. saját érzelmeinek jobb megértését, egyáltalán: a nem tudatosult lelki tartalmak megélését és feldolgozását.
A művészetterápiák közös lényege:
az ún. szimbólumalkotás, a lelki traumák szimbolikus kifejezése (C.G.Jung, Dunkel N.N.), szerencsés esetben a szimbolikusan kifejezett tartalom tudatosul, ami a traumához való hozzáférést jelenti. A képi, testi szimbólumok mellett jelentősek az úm zenei szimbólumaink (zeneszerzés). Pl. trombita = dicsőség, D-dúr, és dúr harmóniák: fény, erő, hatalom, tisztaság, hangnemek és hangszerek szimbolikája (hegedű – világias, furulya – pásztor, orgona – szakrális, c-moll d-moll gyász, elmélyedés, stb. Dallamok beszédszerűsége, az ún. elvont zenei jelentés, dallamvonal, pl. félhangok (kromatika) lefelé = sírás, kis szext felfelé: hála, szerelem, stb.
Az önreflexión túl a művészetterápiák hozzá segítik a klienset egyfajta kreatív öngyógyításhoz. A kreativitásához mint saját erőforrásához. A lelki munka során a néma jobb agyi féltekéből a tudatosabb, beszélő és a motoros aktivitást szervező bal agyféltekébe kerülnek érzelmek, nonverbális tudati motívumok (a corpus callosum a zene segítségével jobban összeköti és nagyobb fokban a két agyi féltekét. (Dunkel, Montréal 2004)
A kommunikáció nem verbális, bár felületesen nézve, a beszélgetünk a zenéről, a zene ürügyén a saját érzelmekről, sőt: közösen zenélünk. Ezt jól szervezve kedély- és tudatállapot-változás érhető el, ilyenkor a beteg megért vagy el mer mondani dolgokat. Zenei vagy rajzos szimbólumokon keresztül folyik a kommunikáció. Nagyon fontos "játszani" a zene testi hatásaival, a légzéssel, a közös éneklésen és táncon keresztül a szociális hatásokkal. Megváltozik a pulzus,(felveszi a zene ütemét) a légzés, de még a bőr elektromos vezetőképessége is. Az agyi aktivitás mintázata is, a zene képes dinamizálni depresszióst, időset, magába zárkózott klienst. Fogyatékkal élők fejleszthetők zenei gyakorlatok által, pl. mozgásjavítás, időérzék képzése, fájdalom és szorongás kedvező befolyásolása. (zene hatására csökken a fájdalomérzésért felelős ún. nociceptív idegrostok aktivitása).
Zeneterápiáról akkor beszélünk, amikor egy tervezett folyamatban a képzett zeneterapeuta annak érdekében használja a zenét vagy zenei elemeket (hang, ritmus, dallam, harmónia), hogy elősegítse a kommunikációt, kapcsolatokat, tanulást, kifejezést, mobilizációt. Ezek mellett terápiás hatást gyakorol fizikai, emocionális, mentális, szociális és kognitív területeken. A zeneterápia célja, hogy az egyén lehetőségeit feltérképezze és sérült funkcióit helyreállítsa, így jobb intrapszichés és interperszonális integrációt tegyen lehetővé, azaz, hogy a személy életminősége javuljon.

## A zeneterápia fajtái
A zeneterápiás foglalkozások történhetnek csoportosan illetve egyéni formában. Az első interjúk során a zeneterapeuta felméri a kliens állapotát, a kliens ún. kommunikációs módját, az együttműködés és a tanultság fokát, és aszerint választ a következő alkalmazási lehetőségek közül:
- Receptív zeneterápia az, amikor a meghallgatott zene által mozgósított érzelmek, élmények, gondolatok megbeszélésének segítségével folyik a terápiás munka.
- Aktív zeneterápia pedig az, melynek keretében hangot adó eszközökkel, vagy hangszerekkel (pl. Orff instrumentárium), illetve saját hanggal kommunikálnak, improvizálnak a résztvevők. Ehhez semmilyen zenei előképzettségre nincs szükség. A közben szerzett tapasztalatok, illetve azoknak a résztvevőktől függő megbeszélése adja a terápiás lehetőséget.
- Komplex zeneterápiáról akkor beszélünk, amikor a zene által mozgósított élményeket, érzéseket improvizált mozgással, vagy bármilyen képzőművészeti tevékenységgel fejezik ki a jelenlévők, s a tapasztalataikat lehetőség szerint szóban is megosztják.

Természetesen, úgy istenigazából csak komplex zeneterápia létezik, a beteg zenét hallgat, táncol a társaival, hangszeren játszik (metallofon, triangulum, dobok, furulya, szintetizátor, zongora), de énekel, sőt sikít, üvölt (Dunkel -"jó regressszió" -in:  A Zeneterápia Könyve, 2004, 2006, Bp. Zeneműv. Egyetem, előadások). A zeneterápián a lényeg a zenei nonverbalitás. A zene élményeket mobilizál, kimondhatóvá, így tudatosíthatóvá teszi az elfojtott, vagy nem verbalizálható (szavakkal kifejezhető -ami korlátos!), ún. disszociált élményeket, összerendezi a ritmus segítségével a mozgást, az idegrendszeri működést, és a tánc erejével a közös élménnyel szocializál is. Fontos eleme még az ún. szimbólumképzés, melyben a lélek traumái kifejeződnek. Transzparencia = látom a rajzomban/ táncomban / énekemben a saját lelkem, lelki folyamataim. Amplifikáció = felduzzad az élmény, de lassan eltávolodom saját, fájdalmas, traumatikus élményeimtől, és rálátok magamra.
A művészetterápiák újra „játszani” tanítják a már nem flexibilis depresszióst, szkizofrén (kiégett típus) vagy autisztikus fiatalokat. Iskoláinkban nem tanulunk játszani, s nem tanítanak tanulni: a zeneterápián az érzelmek kifejezése éppúgy zajlik, mint az ún. érzelmi önszabályozás (impulzuskontroll), azaz pótnevelés (a család és iskola helyett) is történik.
A zeneterápia lényege az indukált tudatállapot-változás (Dunkel Norbert – debreceni zeneterápiás műhely, DEOEC pszichiátria), melyben a beteg kilép az eddigi, szűk, maladaptív érzelmi és tudatállapotából (katarzis, kóan, kizökkentés). Testi hatásmódja: szimbolikus acting out, kiélés, a hatásmechanizmusa pedig: az ún. pszichoneuroimmun befolyásolás. A harmonikus zene előnyösen befolyásolja az immunrendszert (több alfa immuglobulin, szerotonin, dopamin hormon, nő az interleukinok kibocsátása a sejtekből, a fagocitózis, jobb a szív munkája, lassabb-teltebb, javul a perctérfogat, a légzés mélyül, az agyban az alfa állapothoz közeledik a EEG aktivitása.
A lélek (pszicho) az idegrendszer (neuro) és az immunrendszer, a védekező rendszerünk(immun), tehát az életeseményekre adott (kedvezőtlen) lelki magatartást és lelki viszonyulásokat akarja megváltoztatni a zene (és minden művészetterápia).
A zeneterápián nincs hazugság (a zene a gyermeki, még szavak előtti, preverbális életélményeit eleveníti fel), kevés az ellenállás, nincs analízis: élményegész van, ami segít az ún. kreatív-reparatív funkciók (Dunkel) újraélesztésében. Segíti a beteget ún. jó regresszióba vinni, a potenciális tér (Winnicott) és a kreativitás erejével beindítani egy öngyógyító, élményfeldolgozó (elaborációs) folyamatot. A művészetterápiák nem engedik eltárgyiasítani az embert, azon betegeink, akik több hetet-hónapot töltenek a kórházban, hospitalizálódnak, magukba fordulnak, beszűkül érzelmi-szociális életük, depriváltak (megfosztottak) lesznek érintéstől, társtól, intimitástól, így nem is lehet gyógyítani. A zeneterápia gyermekklinikán kifejezetten anti-hospitalizációs jellegű (Dunkel).
Maga a lét nem igazán verbális, a lét, a létnek az élményszerű megélése közel van a 
művészetekhez, a jó és rossz fogalmi meghaladása tekintetében (Dunkel).
A zeneterápiához kapcsolódó vibrációs terápia (ún. tibeti hangtálak, mély orgonasípok 16', 32' hangfekvés, + intenzív szövetekre specifikus rezgések) szöveti szinten is indukálnak vibrációt, salakanyagot kavarnak föl a sejtek citoplazmáiban és kiüríthetővé teszik, illetve modulálják az agy működését. Orvosi tény, hogy bizonyos zenei hatásokra csökken a fájdalom (c-tipusú idegrostok) vezetéséért felelős nociceptív idegek aktivitása – ennek neve az audioanalgézia, amit fogászatban ma már rendszeresen használnak is.
Az agy működése megváltozik, az agyiaktivitás-mintázatok a zene hatására átalakulnak, a corpus callosum és a jobb oldali frontális lebeny működése, az emlékekért, a téri érzetekért és a szorongásért is felelős hyppocampus működése is módosul – az MRI, ill. funkcionális vizsgálatok alapján (is).
A lényeg: "jó regressziót elérni", élmény, mozgás, tánc, humor, ének, közösségteremtés, önkifejezés szimbólumalkotással, a kreatív erők felébresztése, mert az segíti az öngyógyítást. A zene-zenélés kedvező pszichoszomatikus hatásai.
Külön területe a kommunikáció fejlesztése megkésett beszédfejlődésben, dadogásban és a szorongásoldás kezelésében.
Pszichiátriai betegségekben az ún. decentrálás a beteg figyelmi fókuszának elterelése a betegségről, a kozmikus én felébresztése.
Hospice – a haldoklók utolsó szenzoros működése a hallás. A halálfélelem csillapítása, megbékélés, a haldoklás fázisainak segítése, elengedés.
Nagyothallók ún. csontvezetéssel (pl. klarinét) történő vibrációs élményhez juttatása, a temporális lebeny ingerlése.

## A zeneterápia Magyarországon
1970-ben alakult meg a Zeneterápiás Munkacsoport, amely a Magyar Pszichiátriai Társaságon belül jött létre. Munkájában olyan pszichiáterek, pszichológusok, nővérek vettek részt, akik még nem voltak képzett zeneterapeuták.
Az első képzés 1992-ben indult a Pécsi Orvostudományi Egyetem és a Zeneművészeti Főiskola pécsi tagozatának együttműködésében. Ez egy hároméves posztgraduális képzés, többnyire külföldi zeneterapeuták előadásai alapján. 1994-ben Dunkel (Malacz kutyával) a Debreceni pszichiátrián önkéntesként kezdte el a zeneterápiás munkát, Dr Bánfalvi Attiláné Dr Szabó Éva pszichiáter kezdeményezésére. Az ülésekről terápiás jegyzőkönyvek készültek, s az eseményeket az orvosi szobában csapatmegbeszélés követte.
A Debreceni Művészetterápiás Műhelyben és a Debreceni Egyetemen 1994-ben kezdődtek zeneterápiás előadások (Pszichológia és Filozófia Intézet) Dunkel Nepomuk Norbert kezdeményezésére, pszichológushallgatók és betegek bevonásával is. Dunkel egyszerre elméleti szakember (PhD-ja az agy és zene, lélektani effektusok a zenében – és a zenei hatásrendszer terápiás vonatkozásai) de mint hiteles előadóművész és zeneszerző a hazai zeneterápia egyik úttörője, interdiszciplinárisan képzett (anatómia-élettan, gyógypedagógia, lélektan, pszichopatológia, zenei előadóművészet és zenepedagógia), a szakma hiteles hazai képviselője. A zeneterápia kézikönyve (2004, Montréal) egyszerre szól orvosoknak, pszichológusoknak, művészetterapeutáknak, gyógypedagógusoknak, nővéreknek és a művészetpszichológia iránt érdeklődőknek egyaránt.
Az önálló Magyar Zeneterápiás Egyesület 1995-ben alakult meg, elnöke Urbánné Varga Katalin lett. Nem volt könnyű az ún. testre orientált, szomatocentrikus orvoslással elfogadtatni az "emberi légkörű" művészetterápiákat.
A tömegorvoslás nem lehet hatékony, a felírt gyógyszerek nagy száma miatt a háziorvos már nem is ír ún. a gyógyszertárak Galenusi laborjában egyénre szabva elkészítendő krémet, pilulát, kúpot. Az egyénre szabott orvoslásban a gyógypedagógia/ logopédia/ mozgásterápiák mellett az ún. művészetterápiák kifejezetten egyénre szabhatók. A zeneterápia rendkívül tudatos énekóra és hangszerjáték, ahol a terapeuta tudja, mit mivel fejleszt (béna kar mozgatása pl. dobok és xylophon segítségével), parlando éneket tanít asztmásnak, sőt tánccal mozgást fejleszt (kompexitás, integrativitás – Dunkel).

## Külső hivatkozások
- Zenedoktorok – Zenével a betegekért
- Urbánné Varga Katalin:A muzsikának oly nagy ereje vagyon.... Zene és terápia
- Magyar Zeneterápiás Egyesület
- zeneterápia a lap.hu-n
- Mese, dallam terápia – Mesedoktorok
- Zeneterápia az Alzheimer-kóros betegek kezelésében Archiválva 2007. augusztus 14-i dátummal a Wayback Machine-ben
- Zeneterápia és mentálhigiéné
- Zeneterápia a prevenciótól a rehabilitációig
- Zenei Nevelési Konferencia
- Brit Zeneterápiás Társaság
- Dunkel:A Zeneterápia (orvosi és interdiszciplináris) kézikönyve, Dunkel: Zeneterápia jegyzet -Zeneakadémia Bp., Zeneterápia Cikk (Carissimi, Bratislava) Fogyatékkal élők számára Síppal, dobbal... Archiválva 2009. december 20-i dátummal a Wayback Machine-ben
- Zene és Kozmológia, az univerzum számtalan zenei analógiája: Hogyan teremt isten a zenéből univerzumot? -lélektan, biológia, agy, kvantumfizika, esztétika, zene Archiválva 2009. december 20-i dátummal a Wayback Machine-ben
- Rekurzív zene – ARCA, 2010, zene-esztétika, kozmológia, matematika, lélektan, fizika, biológiai vonatkozások